# Elecciones estatales de Baja California Sur de 1983
Las elecciones estatales de Baja California Sur de 1983 se realizaron el domingo 13 de noviembre de 1983 y en ellas se renovaron los siguientes cargos de elección popular del estado mexicano de Baja California Sur:
- 13 diputados del Congreso del Estado. 10 electos por mayoría relativa y 3 designados mediante representación proporcional para integrar la IV Legislatura.
- 4 ayuntamientos. Compuestos por un presidente municipal y sus regidores, electos para un periodo de tres años.

## Resultados

### Congreso del Estado de Baja California Sur
|  | 70.61 % |

|  | 21.93 % |

|  | 5.52 % |

|  | 3.71 % |

|  | 1.81 % |

|  | 0.99 % |

|  | 0.85 % |

|  | 7.01 % |

|  | 100 % |

### Ayuntamientos
|  | 66.31 % |

|  | 9.23 % |

|  | 6.59 % |

|  | 4.04 % |

|  | 2.82 % |

|  | 0.00 % |

|  | 89.03 % |

|  | 10.97 % |